# Friedrich Dehnhardt

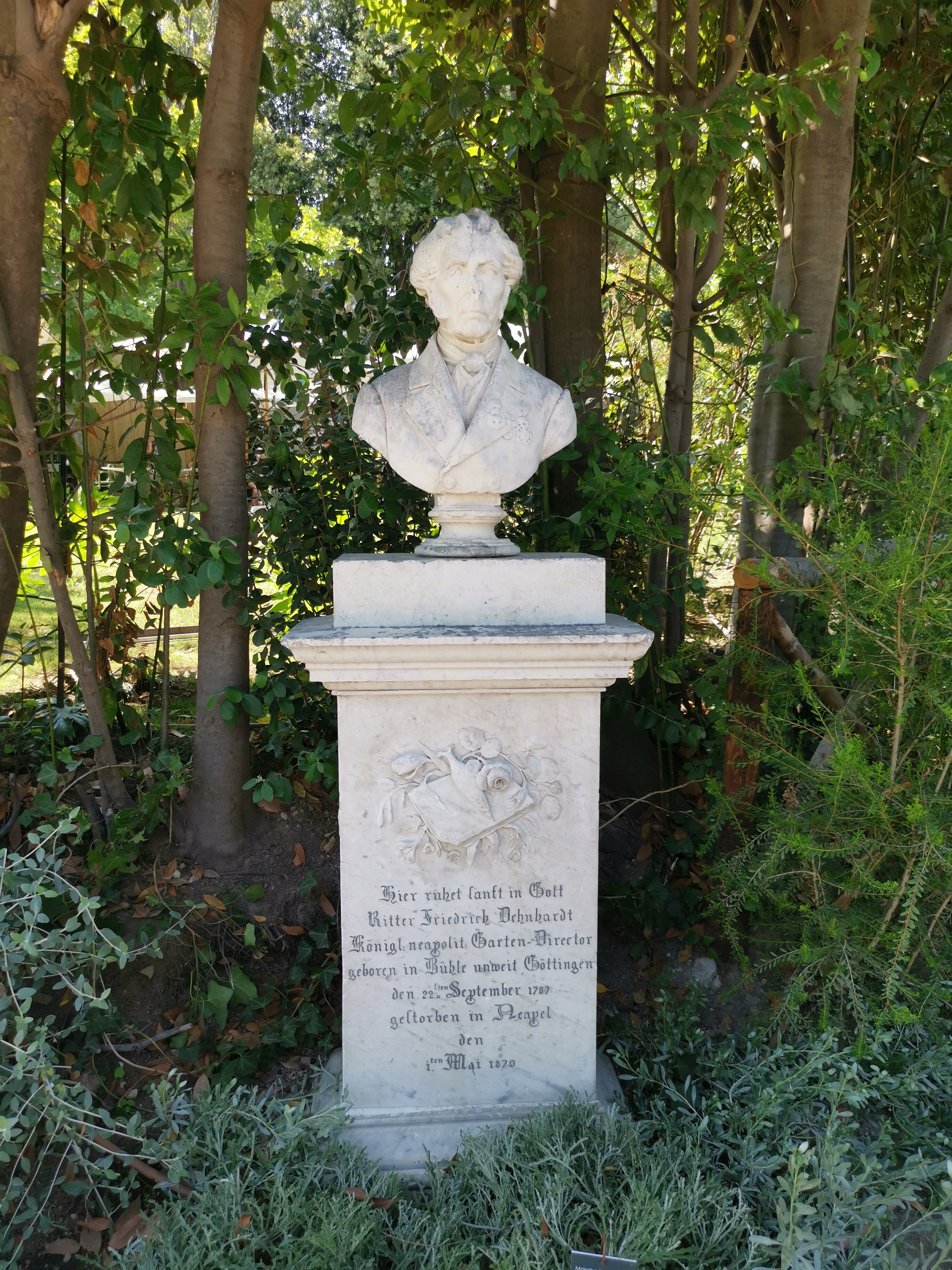
Grabdenkmal für Friedrich Dehnhardt im Schlosspark von Capodimonte

Friedrich Dehnhardt (* 1787 in Hannover; † 1870 in Neapel) war ein deutscher Gärtner und Botaniker. Sein botanisches Autorenkürzel lautet „Dehnh.“
Den größten Teil seines Berufslebens verbrachte Dehnhardt in Italien. 1833 schuf er den Park von Capodimonte, heute die „grüne Lunge“ der Stadt Neapel. Auch war er einer der Direktoren des dortigen botanischen Gartens.
1817 hatte ihm der Botaniker Allan Cunningham Samen und Proben des roten Eukalyptus aus Australien gesandt. 1832 veröffentlichte Dehnhardt seine Erstbeschreibung und benannte die Eukalyptusart Eucalyptus camaldulensis. Später pflanzte er etliche Bäume dieser Spezies, die aber bis 1920 alle wieder entfernt wurden.

## Veröffentlichungen (Auswahl)
- Beschreibungen verschiedener essbarer Feigen, nebst Beobachtungen über die Cultur derselben